# Boeing B-17 Flying Fortress
Forteresse volante
Pour les articles homonymes, voir B17.
Le Boeing B-17 Flying Fortress (« Forteresse Volante » en français) est l'un des bombardiers américains, voire alliés, les plus connus de la Seconde Guerre mondiale. Il est celui qui a largué le plus gros tonnage de bombes tout au long du conflit. Conçu dans la seconde moitié des années 1930, le B-17 a été construit à 12 677 exemplaires et a servi sur tous les théâtres d'opération jusqu'en 1945.

## Conception

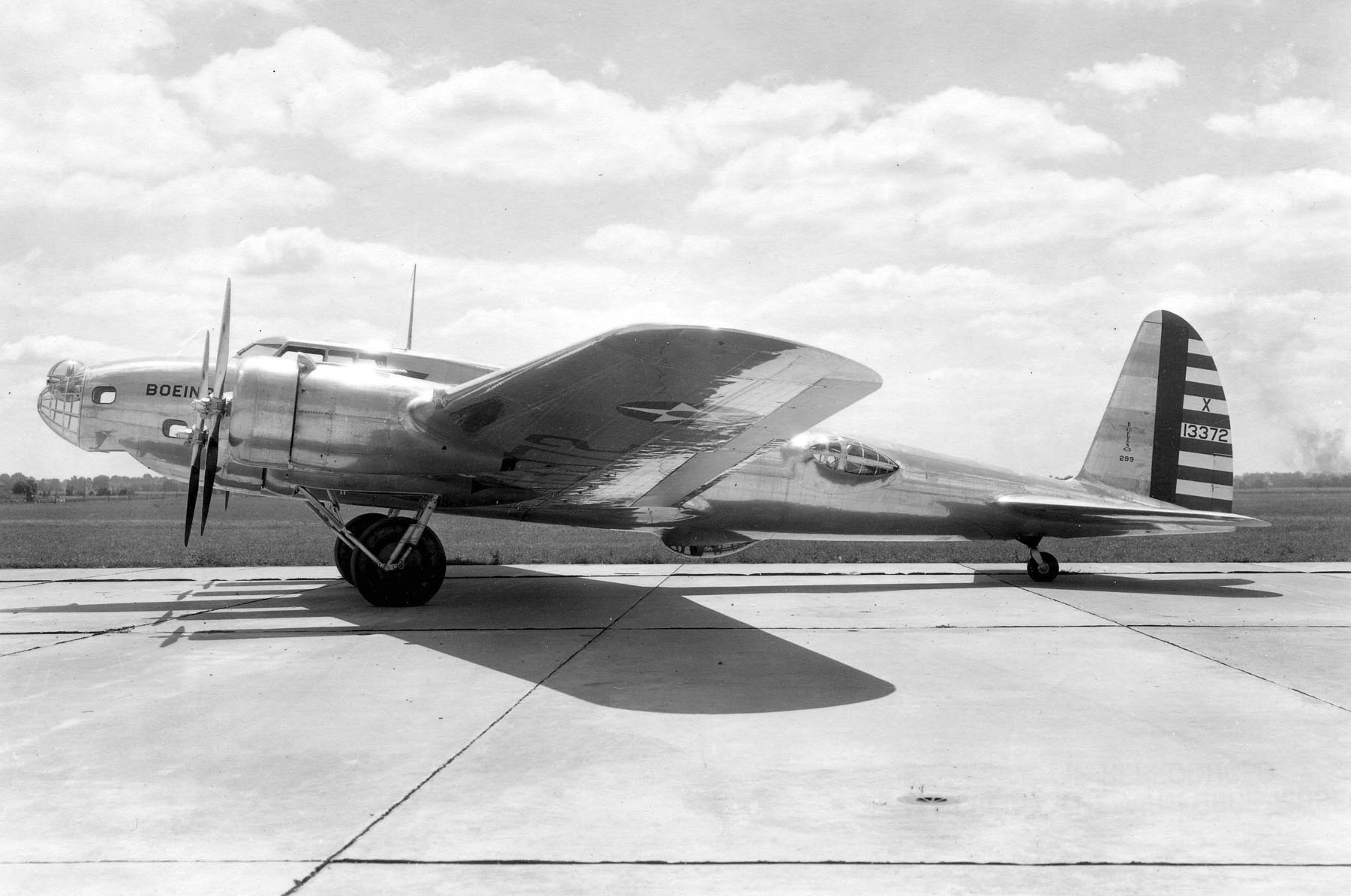
Le Model 299.

Boeing commence le travail de conception sur le Modèle 299 dès juin 1934, en réponse à un cahier des charges de l'armée américaine pour un bombardier à « plusieurs moteurs » capable de transporter une tonne de bombes à plus de 3 000 km en volant à une vitesse moyenne de 320 km/h. Les ingénieurs proposent une formule équipée de quatre moteurs. La construction d'un prototype commence peu après. Celui-ci effectue son premier vol le 28 juillet 1935 et montre rapidement ses capacités en effectuant un vol non-stop de 3 378 km à la vitesse moyenne de 373 km/h. Le Model 299 a huit membres d'équipage dont quatre mitrailleurs, et ses moteurs sont des Pratt & Whitney R-1690 Hornet de 750 ch.
Les propositions des autres constructeurs se révélant inférieures, l'USAAF signe un contrat pour 65 avions de présérie désignés YB-17, juste avant qu'un accident ne détruise le prototype, le 30 octobre 1935. L'enquête sur l'origine du crash rend méfiant l'état-major et la commande est réduite à treize exemplaires. Les YB-17 n'ont plus que six membres d'équipage et leurs moteurs sont des Wright GR-1820 Cyclone fournissant 930 ch au décollage et utilisant de l'essence d’indice d'octane 100. Le premier d'entre eux décolle le 2 décembre 1936 et les treize exemplaires sont livrés entre janvier et août 1937.

## Production et variantes

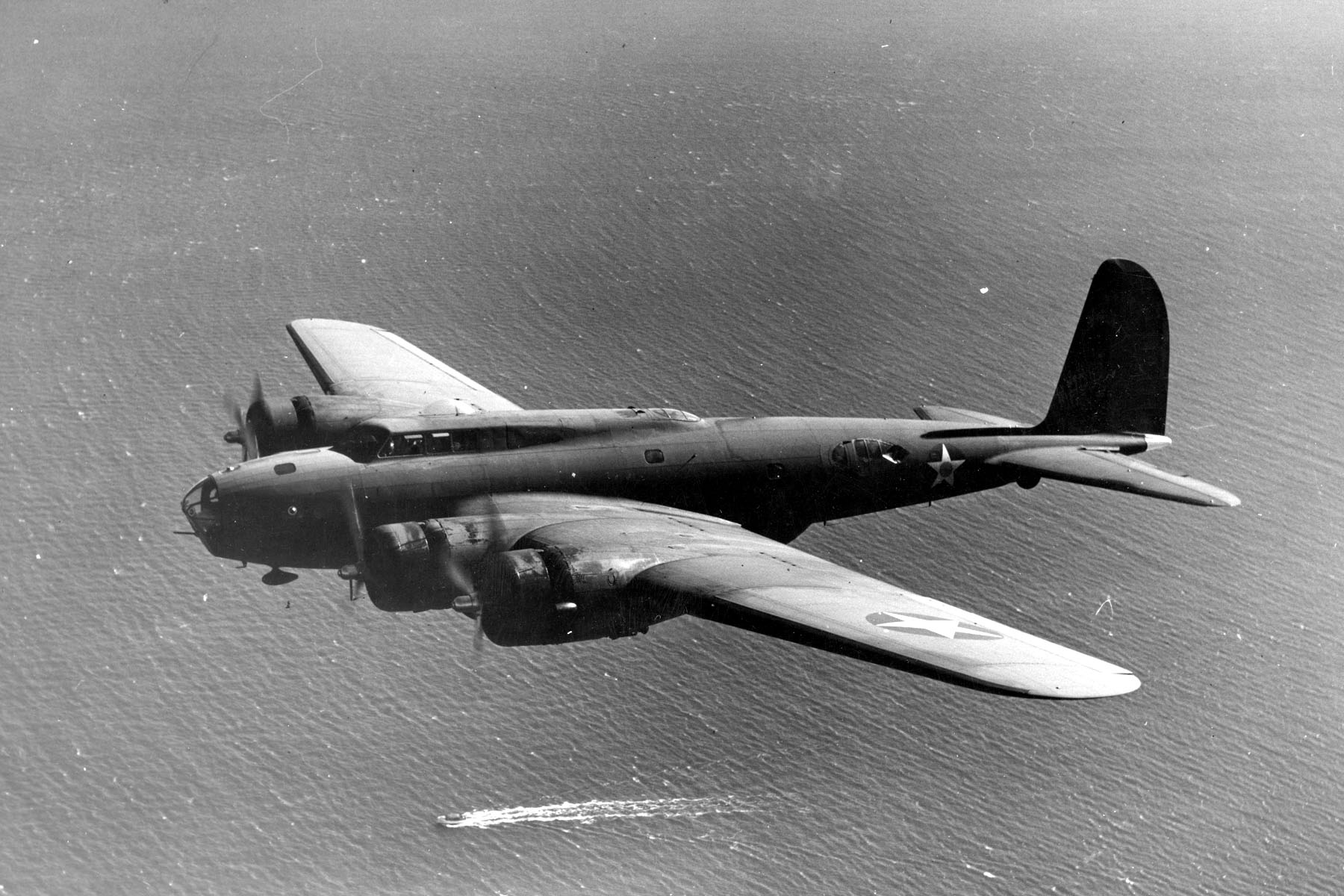
Boeing B-17D en vol en 1941.

Après un certain nombre de modifications (agrandissement de la dérive, suppression de la tourelle de nez, moteurs plus puissants, installation d'un système de visée pour le bombardement, etc.), la fabrication en série est lancée avec le B-17B, dont les livraisons commencent en juillet 1939. Il est aussitôt suivi par le B-17C (dont les tourelles de défense sont améliorées et qui reçoit une mitrailleuse de 12,7 mm à l'avant, du blindage pour protéger l'équipage et des réservoirs auto-obturants) puis par le B-17D (une mitrailleuse de plus sous le ventre, refroidissement des moteurs amélioré).
Il faut cependant attendre 1941 et la version B-17E pour que commence la production en grande série. Cette nouvelle version corrige un défaut majeur, à savoir l'impossibilité de défendre correctement l'avion contre un attaquant venant de l'arrière. Pour cela, un nouveau poste de tir est placé à l'extrémité du fuselage avec deux mitrailleuses de 12,7 mm. Les autres positions de mitrailleurs sont également améliorées, de sorte que le B-17E dispose finalement de huit mitrailleuses de 12,7 mm (dont quatre en deux tourelles) et une de 7,62 mm (celle à l'avant). Enfin, la dérive et les ailes sont légèrement agrandies pour améliorer la stabilité.

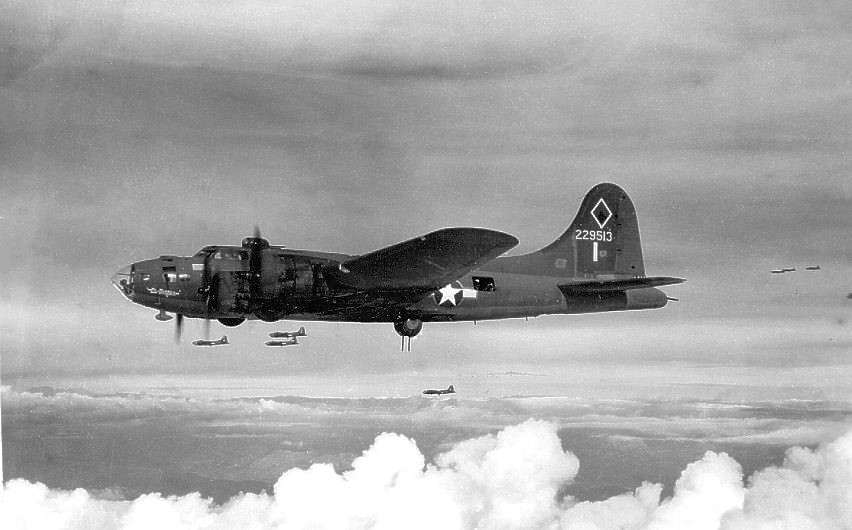
B-17F en vol en 1943.

Le premier B-17E décolle le 5 septembre 1941 et quelques exemplaires sont déjà en unité opérationnelle à Pearl Harbor lors de l'attaque surprise japonaise. Dès 1942, une version B-17F est mise au point pour prendre en compte les problèmes rencontrés en opérations : pas moins de 400 modifications sont apportées, dont l'installation de nouveaux moteurs Wright R-1820-97 Cyclone pouvant fournir (brièvement) 1 380 ch en situation d'urgence. Cette version est la première à être produite non seulement par Boeing (2 300 exemplaires) mais aussi par Douglas (605 exemplaires) et Lockheed (500 exemplaires).

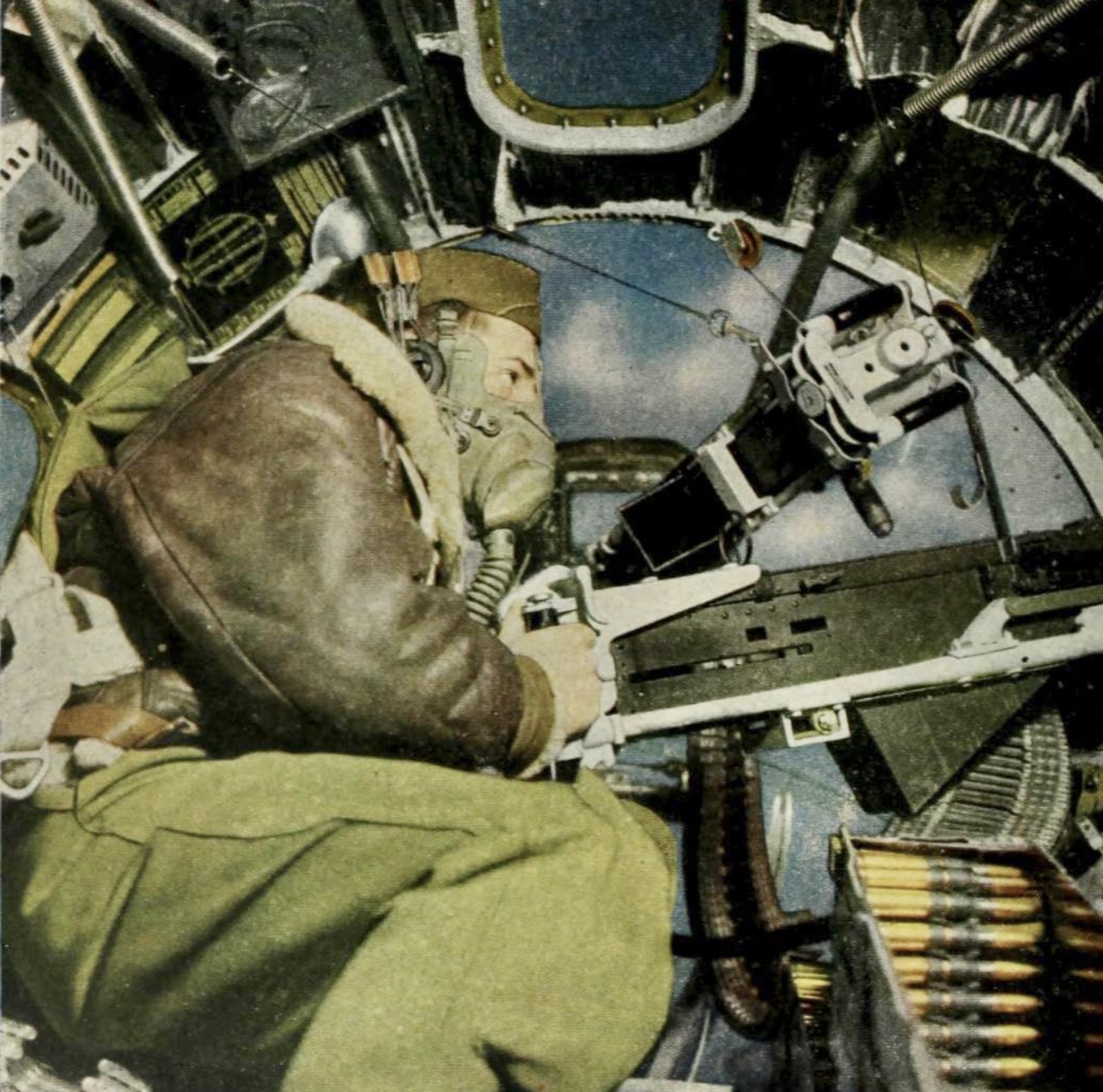
L'équipage d'un B-17 comprend des mitrailleurs de tourelle dorsale, un, un mitrailleur de sabord droit, un mitrailleur de sabord gauche, un mitrailleur de tourelle ventrale et un mitrailleur de queue.

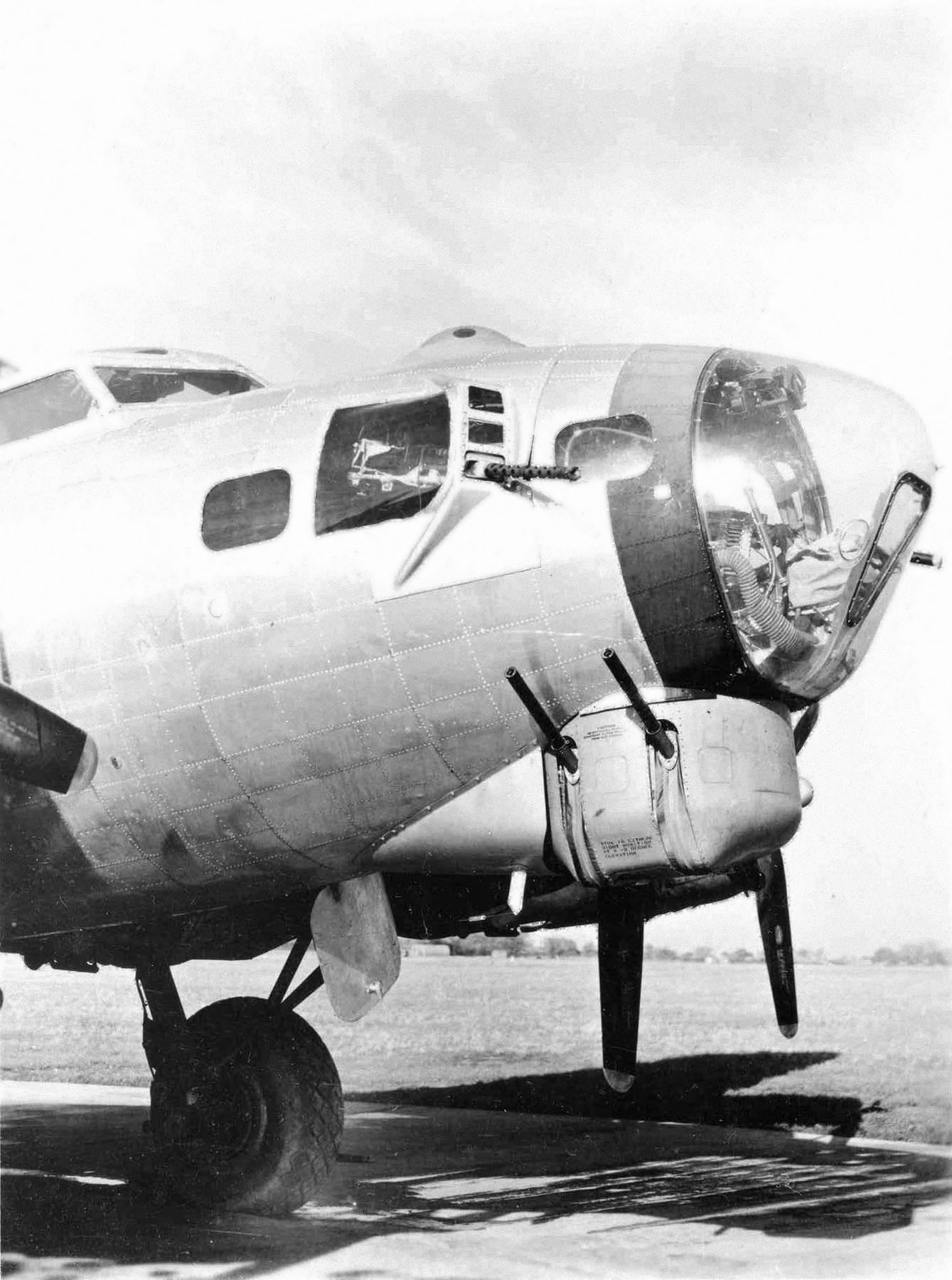
Le nez d'un B-17G et sa tourelle « menton » armée de deux mitrailleuses de 12.7 mm.

La version construite dans le plus grand nombre d'exemplaires est le B-17G. Comme l'expérience des opérations montre une défense insuffisante du secteur avant, une tourelle « menton » avec deux mitrailleuses de 12,7 mm est ajoutée sous le nez. Ceci porte l'armement défensif à treize mitrailleuses, car les deux mitrailleuses ajoutées à l'avant sur les derniers B-17F (une de chaque côté) sont conservées. Les livraisons commencent fin 1943 et, comme pour le B-17F, Douglas (avec 2 395 exemplaires) et Lockheed (2 250 exemplaires) participent à la production, Boeing produisant 4 035 appareils. Les B-17 produits par Boeing sont codés avec les lettres BO, ceux construits chez Lockheed-Vega avec le code VE et les appareils construits par Douglas avec le code DL (ex : le General Ike avait pour matricule B-17G-40 « BO » 42-97061, le Flak Eater B-17G-40 « DL » 44-6009, et le Tinker Toy B-17F-25 « VE » 42-5846).

## Qualités et défauts
La robustesse du B-17 est fort appréciée par les équipages qui savent qu'ils peuvent rentrer à bon port même après avoir subi de gros dommages. On trouve de nombreux clichés de B-17 à l'état de quasi-épaves, pris après leur retour à la base. L'un d'entre eux (All American III) parvient à rentrer malgré des dégâts considérables provoqués par la collision avec un BF-109.
Malgré cela, environ 4 750 exemplaires sont perdus au combat, soit un peu plus du tiers du nombre de B-17 construits. L'avion affiche de bonnes performances à haute altitude ; en revanche, sa capacité d'emport en bombes est moindre que celle des autres bombardiers lourds de son époque.
Comme tous les bombardiers de sa génération, il n'est pas pressurisé. Le B-17 était ouvert aux éléments avec entre autres de larges ouvertures aménagées pour permettre le tir des mitrailleurs, laissant pénétrer le vent et le froid sur les flancs (waist guns), sans chauffage (à l’exception du poste de pilotage), et la température intérieure oscillait entre −30 °C et −50 °C, sans compter le refroidissement dû au vent et à l'altitude de vol comprise entre 8 500 et 10 000 m.

## Engagements

### Le B-17 au sein de la RAF

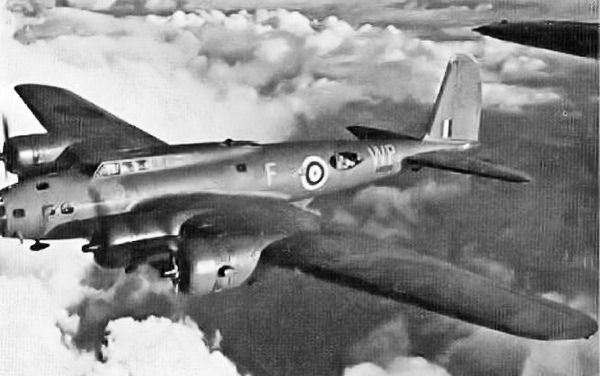
Un B-17C de la RAF au-dessus de l'Allemagne le 9 août 1941.

La RAF est entrée dans la Seconde Guerre mondiale sans aucun bombardier lourd en service ; les plus gros disponibles étaient des bombardiers moyens à longue portée tels que le Vickers Wellington, qui pouvaient transporter jusqu'à 2 000 kg de bombes. Alors que le Short Stirling et le Handley Page Halifax devinrent ses principaux bombardiers en 1941.
Les Britanniques souhaitent acquérir le B-17 car ils se sentent directement concernés par la tactique nouvelle que cet appareil met en œuvre : le bombardement de jour — donc de précision — à haute altitude et hors de portée de l'artillerie antiaérienne (voir DCA et Flak) et dans des conditions d'interception très difficiles pour la chasse allemande. Finalement, à la fin de 1940, les responsables de la Royal Air Force prennent contact avec l'Army Air Corps en vue d'obtenir quelques Forteresses volantes. Les Américains livrent alors 20 exemplaires du B-17C qui, au sein de la RAF, est nommé Fortress I. Après quelques modifications (réservoirs auto-obturants), celles-ci sont acheminées par la voie des airs, pilotées par des équipages américains. Des accords spécifient que les Britanniques doivent expérimenter les techniques élaborées aux États-Unis et tenir les chefs de l'Air Corps informés des résultats enregistrés. Le Squadron 90 de la RAF est spécialement chargé de cette mission. La RAF veut tirer le plus grand avantage possible du plafond du B-17 en bombardant de 30 000 pieds, c'est-à-dire 10 000 mètres d'altitude.[réf. nécessaire]
Durant leur première opération, contre Wilhelmshaven le 8 août 1941, un B-17C du Squadron 90 est attaqué par trois Messerschmitt Bf 109 F du Jagdgeschwader 52 au-dessus de l'île de Texel, au nord de la Hollande-Septentrionale. C'est la première fois qu'un B-17 est intercepté par des avions de chasse : les trois Bf 109F touchent bien le quadrimoteur mais sans grand résultat ; les mitrailleurs du B-17 répliquent de telle façon qu'ils mettent hors de combat les trois assaillants. La Forteresse volante commence à établir sa légende. Le 16 août un autre appareil, revenant d'une mission de bombardement sur Brest, est pris à partie par sept Bf 109 du JG 2. L'avion britannique subit 26 attaques mais criblé d'impacts et avec un moteur en flammes, le B-17 rejoint quand même le Royaume-Uni et s'y écrase.
Le 24 juillet trois B-17 du Squadron 90  participent à 10 000 m à un raid sur les navires capitaux Gneisenau et Prinz Eugen ancrés à Brest. Pour éloigner les chasseurs allemands, 18 Handley Page Hampden attaquent à basse altitude, puis 79 Vickers Wellington attaquent plus tard quand les chasseurs allemands font le plein. L'opération ne se déroule pas comme prévu,,.
Il y a encore quelques missions sur la Norvège, avec des succès mitigés, jusqu'en octobre 1941, quand le Squadron 90 cède ses B-17C au Squadron 220 du Costal Command, qui les utilise comme patrouilleurs océaniques. Un détachement part pour le Moyen-Orient, où il obtient d'ailleurs peu de résultats.
Si les B-17C du Squadron 90 n'infligent pas de dommages importants, ils n'en sont pas moins utiles aux Alliés, car leur utilisation opérationnelle permet de corriger tous les défauts dont ils souffrent lors de leur mise en service actif ; mais cette première version n'est pas bien adaptée aux opérations au-dessus de l'Europe. Ainsi l'armement et le blindage sont-ils renforcés. Un système destiné à empêcher le givrage des armes et des moteurs est développé. Et on élabore des équipements pour les pilotes et les mitrailleurs tandis que des observations médicales déterminent les incidences du vol à haute altitude sur le corps humain.

### Au Royaume-Uni au sein de la8eUS Air Force

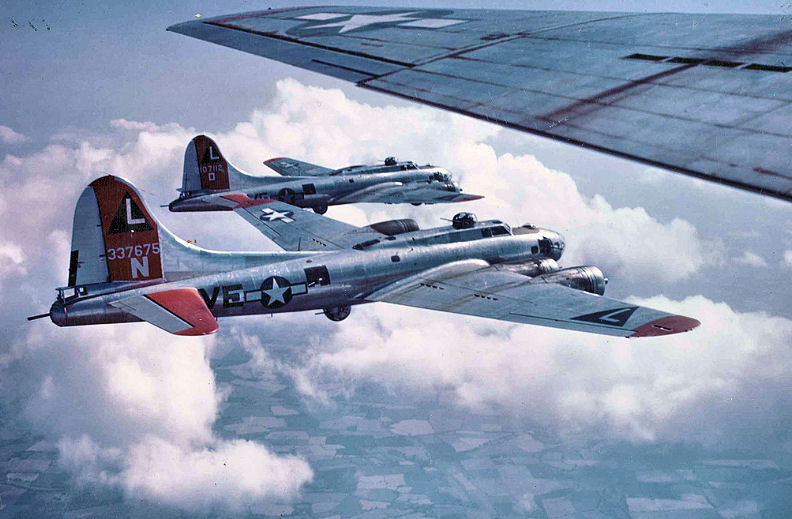
Des B-17 volant en formation au-dessus de l'Europe occupée en 1944.

Formation dite Combat Box de 12 B-17 lors des missions de bombardement.

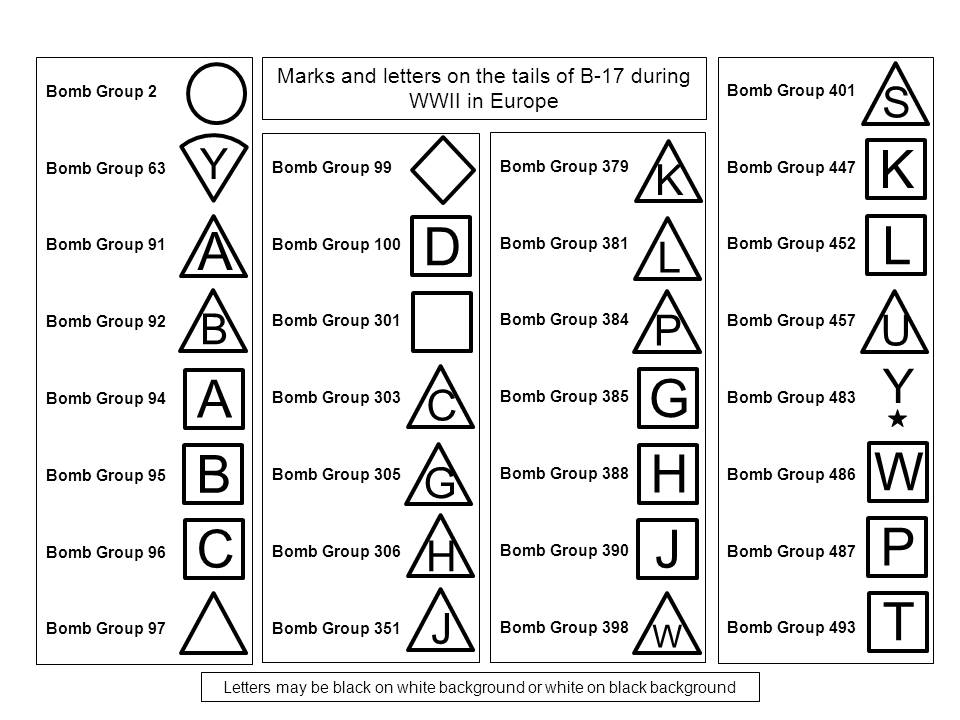
Principales marques sur les queues de B-17 en Europe.

La tactique officielle de l’United States Army Air Corps (rebaptisé United States Army Air Force — USAAF — en 1941) est le bombardement à haute altitude en utilisant le viseur à correction gyroscopique Norden (alors secret). Les unités de la 8e Air Force arrivant des États-Unis s'établissent à High Wycombe, à 50 km à l'ouest de Londres en Angleterre, le 12 mai 1942 pour former le 97e groupe de bombardement.
Le 17 août 1942, dix-huit B-17 du 97e groupe attaquent avec succès la gare de triage de Rouen-Sotteville.
Les deux stratégies différentes des forces de bombardement britanniques et américaines sont organisées à la conférence de Casablanca en janvier 1943. Il en résulte une offensive de bombardement combinée, l'opération Pointblank qui doit affaiblir la Wehrmacht et établir une supériorité aérienne en vue de l'offensive terrestre.
L'opération Pointblank débute par l'attaque de cibles sur l'Europe occidentale. Le général Ira C. Eaker et la 8e Air Force placent la plus haute priorité dans l'attaque de l'industrie aéronautique allemande, particulièrement les usines d'assemblage de chasseurs, de moteurs et de roulements à billes.
Le 17 avril 1943, une attaque sur Brême menée par cent quinze B-17 contre les usines Focke-Wulf est un échec. Seize avions sont abattus, quarante-huit autres endommagés.
Les raids sur les aérodromes allemands n'affaiblissant pas significativement la force de la chasse allemande, Eaker ordonne des missions plus lointaines contre les centres industriels allemands.
La 8e Air Force prend pour cible les usines de roulements à billes de Schweinfurt. Le premier raid le 17 août 1943 ne cause pas de dommages importants aux usines et les 230 bombardiers rencontrent des chasseurs, dont ils estiment le nombre à 300. Trente-six appareils sont abattus et 200 hommes perdus ; avec le raid jumelé sur Ratisbonne, plus tôt dans la même journée, c'est soixante avions qui sont perdus ce jour-là.
Une deuxième tentative le 14 octobre 1943 est surnommée plus tard le « jeudi noir ». Des 291 forteresses attaquantes, 59 sont abattues au-dessus de l'Allemagne, une disparaît dans la Manche, cinq s'écrasent en Angleterre et douze de plus doivent être mises au rebut à la suite des dommages au combat ou après des atterrissages sur le ventre. La perte totale est de 77 B-17 tandis 131 sont endommagés à des degrés divers et nécessitent des réparations avant pouvoir de reprendre l'air. Des 2 900 hommes d'équipage, 650 ne reviennent pas, mais quelques-uns survivent à la guerre comme prisonniers. Cinq hommes sont tués et quarante-trois blessés dans les avions qui, endommagés, réussissent à regagner l'Angleterre. Cinq cent quatre-vingt-quatorze hommes sont déclarés « disparus au combat ». Seuls 33 avions atterrissent sans dommages.
De telles pertes sont excessivement dommageables et l'USAAF, reconnaissant la vulnérabilité des bombardiers lourds face aux intercepteurs, suspend les bombardements de jour en profondeur sur l'Allemagne en attendant le développement d'un chasseur d'escorte capable de protéger les bombardiers sur le trajet Angleterre-Allemagne aller-retour. La 8e Air Force perd à elle seule cent soixante-et-onze bombardiers en octobre 1943. Elle doit supporter des pertes comparables le 11 janvier 1944 au cours de missions sur Oschersleben, Halberstadt et Brunswick. Devant la dégradation des conditions météorologiques, James Doolittle ordonne l'interruption de l'opération mais les unités de tête sont déjà entrées dans l'espace aérien ennemi. La plus grande partie de l'escorte fait demi-tour ou rate le rendez-vous. Il en résulte la perte de 60 B-17.
Un troisième raid sur Schweinfurt illustre ce qu'on doit appeler ensuite la Big Week (la « Grosse semaine »). Avec une escorte de P-47 et de P-51 équipés de réservoirs supplémentaires améliorés pour accroître leur rayon d'action, seulement onze des 231 B-17 sont perdus. L'escorte de chasseurs réduit le taux de pertes à sept pour cent et seulement 247 B-17 sont perdus pendant les 3 500 sorties de la « Grosse semaine ». Cette série de missions américaines de bombardement qui se déroulèrent entre le 20 et le 25 février 1944 visait à provoquer une bataille décisive contre la Luftwaffe en lançant des attaques massives sur l'industrie aéronautique du Reich
En septembre 1944, 27 des 40 groupes de la 8e Air Force et 6 des 21 groupes de la 15e USAAF utilisent des B-17. Les pertes dues à la Flak continuent à être élevées tout le long de 1944, mais le 17 avril 1945, le taux de pertes est si bas qu'il ne nécessite plus de remplacements et que le nombre d'appareils par groupe de bombardement est réduit. L'offensive combinée de bombardement a réussi.

### Les B-17 en Méditerranée

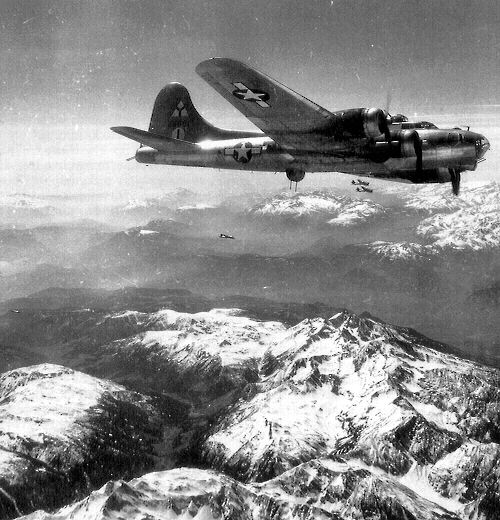
Un B-17G du 97th BG de la AF en 1943.

À la suite du débarquement des Alliés en Afrique du Nord (opération Torch), des groupes entiers de B-17 alors affectés à la 8e Air Force quittent la Grande-Bretagne pour constituer le noyau de la 12e Air Force placé sous le commandement du Général James H. Doolittle (instigateur et leader du fameux Raid sur Tokyo en avril 1942). En juin 1942, 7 B-17 arrivent des Indes en Égypte pour participer à l'offensive (MTO) aux côtés de deux groupes de B-24. La 8e Air Force délègue elle aussi quelques appareils. D'août 1942 à mars 1943, ces appareils bombardent les ports et aérodromes de l'Axe en Tunisie. Quand les Germano-Italiens capitulent en mai 1943, la 12e Air Force fut scindée en 9e (pour le bombardement tactique) et 15e (pour le bombardement stratégique) Air Forces.
La 15th USAAF formée le 30 octobre 1943 et activée le 1er novembre 1943 est constituée dans un premier temps avec quatre groupes de B-17 et deux groupes de B-24. Quinze nouveaux groupes sont prélevés sur la 8e Air Force, la première sortie a lieu le 15 novembre 1943 et visait les usines Messerschmitt à Wiener Neustadt près de Vienne en Autriche. Sur les 112 appareils mis en œuvre, onze sont perdus mais la ville a subi les dommages les plus lourds occasionnés depuis le début de l'offensive aérienne stratégique. D'un autre côté, la position géographique privilégiée dont bénéficie la 15th USAAF lui permet d'attaquer les Balkans, notamment les gisements d'hydrocarbures de Ploiești, le midi de la France, l'Italie du nord, l'Autriche et même le sud de l'Allemagne. Elle appuie également l'opération Dragoon (débarquement allié dans le sud de la France). Dans le même temps les raids répétés contre Ploiești éliminent pratiquement toute production de pétrole. La 15th USAAF se concentre alors sur les fabriques d'essence synthétique établies dans la moitié sud du Reich. Et en quelques semaines, la production d'essence diminue de 50 %. Réputée pour la précision de ses bombardements bien supérieure à celle de la 8th USAAF, la 15th USAAF cesse son action en avril 1945.

### Engagés dans le Pacifique

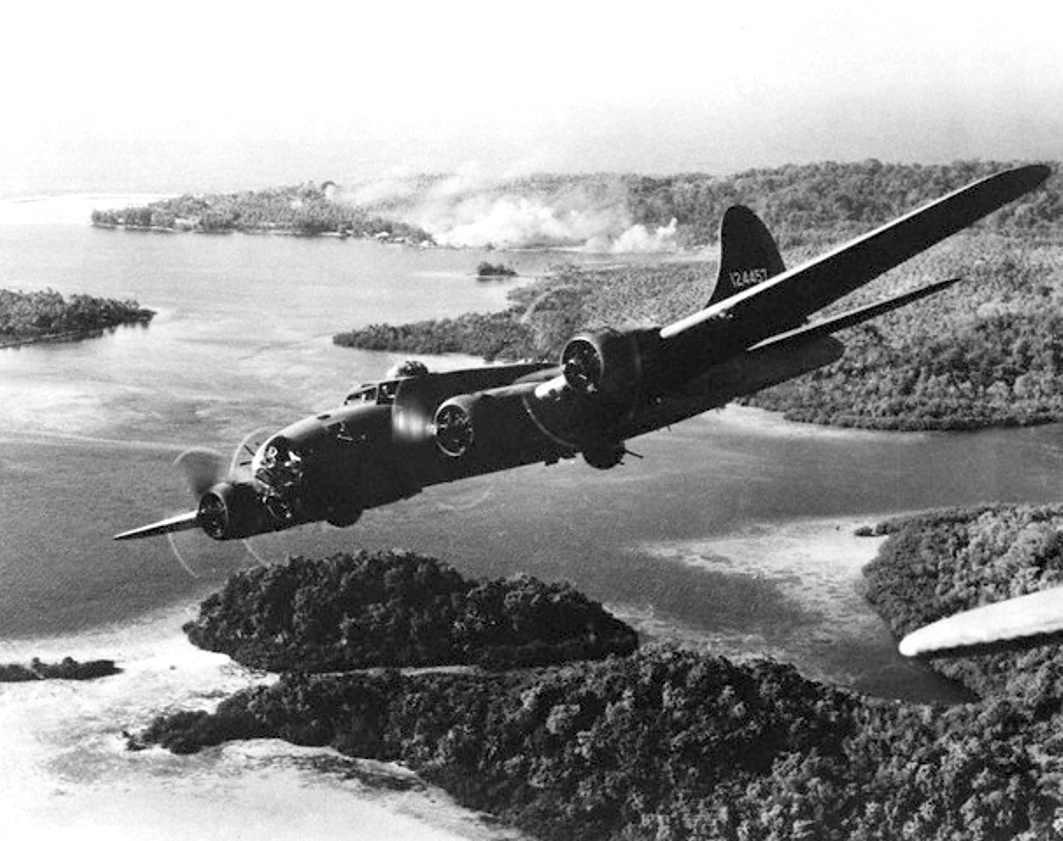
Le B-17F (41-24457) « The Aztec's Curse » bombardant les positions japonaises dans les Îles Salomon, octobre 1942.

C’est dans la nuit du 6 au 7 décembre 1941 que le premier Groupe de B-17E appartenant au Bomb Group 7 arrive aux Philippines via Hawaï. Ils atterrissent en catastrophe au beau milieu de l’attaque japonaise contre Pearl Harbor. L'offensive nipponne contre les Philippines se déroule en même temps que le raid de Pearl Harbor. De plus au soir du 8 décembre 1941, des 35 B-17C et D déjà basés aux Philippines, 17 seulement sont encore en état de vol. Par la suite, ces B-17 portent des coups durs aux forces japonaises. Mais à la veille de Noël 1941, le général Douglas MacArthur, devant l'invasion presque totale de l'archipel philippin, ordonne la retraite sur l'Australie.
D'Australie, les B-17 épargnés sont redéployés à Java afin de combattre l'avancée nipponne. Quelques-uns d'entre eux se distinguent en assaillant sans relâche les unités navales au large des Indes néerlandaises, de la Nouvelle-Guinée et dans la mer de Bismarck. Le B-17D Suzy-Q en est le meilleur exemple : il accumule plusieurs milliers d'heures de combat et couvre une distance de 35 000 miles (56 000 km). Très sollicitées, les Forteresses volantes savent également gagner le respect des pilotes de chasse japonais. Au cours de cette campagne, les Nippons ne parviennent à détruire que six B-17 en combat aérien. Mis à part les Zéro, aucun chasseur japonais ne possède de canon. La plupart sont équipés d’un armement insuffisant pour avoir raison d’un B-17. Il faut dire que les appareils de chasse nippons sont conçus pour le combat tournoyant et ne disposent ni de blindage ni de réservoirs auto-obturants. Ainsi, un avion japonais atteint aux réservoirs se transformait rapidement en une véritable torche. Les B-17 infligent alors des coups mortels aux escadrilles de Zéro. Malgré cela, en mars 1942, les Indes néerlandaises sont envahies et les Alliés reportent leurs lignes sur le nord de l'Australie.

### Organisation des groupes de bombardement des USAAF et statistiques
Entre janvier 1937 et novembre 1941, 155 B-17 de différentes versions avaient été livrés, dont 53 en 1941, mais l'entrée en guerre des États-Unis après l'attaque contre Pearl Harbor le 7 décembre 1941 a vu par la suite une très forte accélération de la production, qui à la fin de la guerre a fait du B-17 le 5e avion de combat le plus produit aux États-Unis.
Entre décembre 1942 et aout 1945, un total de 12 217 équipages de B-17 ont terminé leur formation. 613 sont déployés hors des États-Unis en juin 1943, 1 686 en janvier 1944, 3 284 en janvier 1945, le pic étant 3 485 en mars 1945, et 813 en aout 1945 lors de la reddition du Japon.
| Type d'unités                | Type d'avions | Nombre d'avions | Nombres d'équipages | Hommes par équipage | Total du personnel | Officiers | Militaire du rang |
| Very heavy bombardment group | B-29          | 45              | 60                  | 11                  | 2 278              | 462       | 1 816             |
| Heavy bombardment group      | B-17, B-24    | 72              | 96                  | 9 - 11              | 2 261              | 465       | 1 796             |
| Medium bombardment group     | B-25, B-26    | 96              | 96                  | 5 - 6               | 1 759              | 393       | 1 386             |
| Light bombardment group      | A-20, A-26    | 96              | 96                  | 3 - 4               | 1 304              | 211       | 1 093             |

## Après la guerre

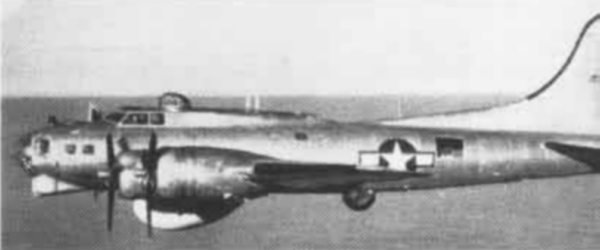
Un PB-1 W d'alerte avancée et de surveillance en 1946.

En 1945, un certain nombre de B-17G sont transformés en avions de sauvetage en mer, leur soute recevant alors un canoë gonflable. Désignés B-17H, ils ont le temps de faire quelques missions dans le Pacifique avant la fin de la Seconde Guerre mondiale, et reprennent du service pendant la guerre de Corée avant d'être réformés au milieu des années 1950. D'autres B-17 sont convertis pour la reconnaissance photographique (désignation F-9), tandis que l'US Navy et les garde-côtes récupèrent une cinquantaine d'avions à la fin de la guerre pour des missions de patrouille maritime et de sauvetage.

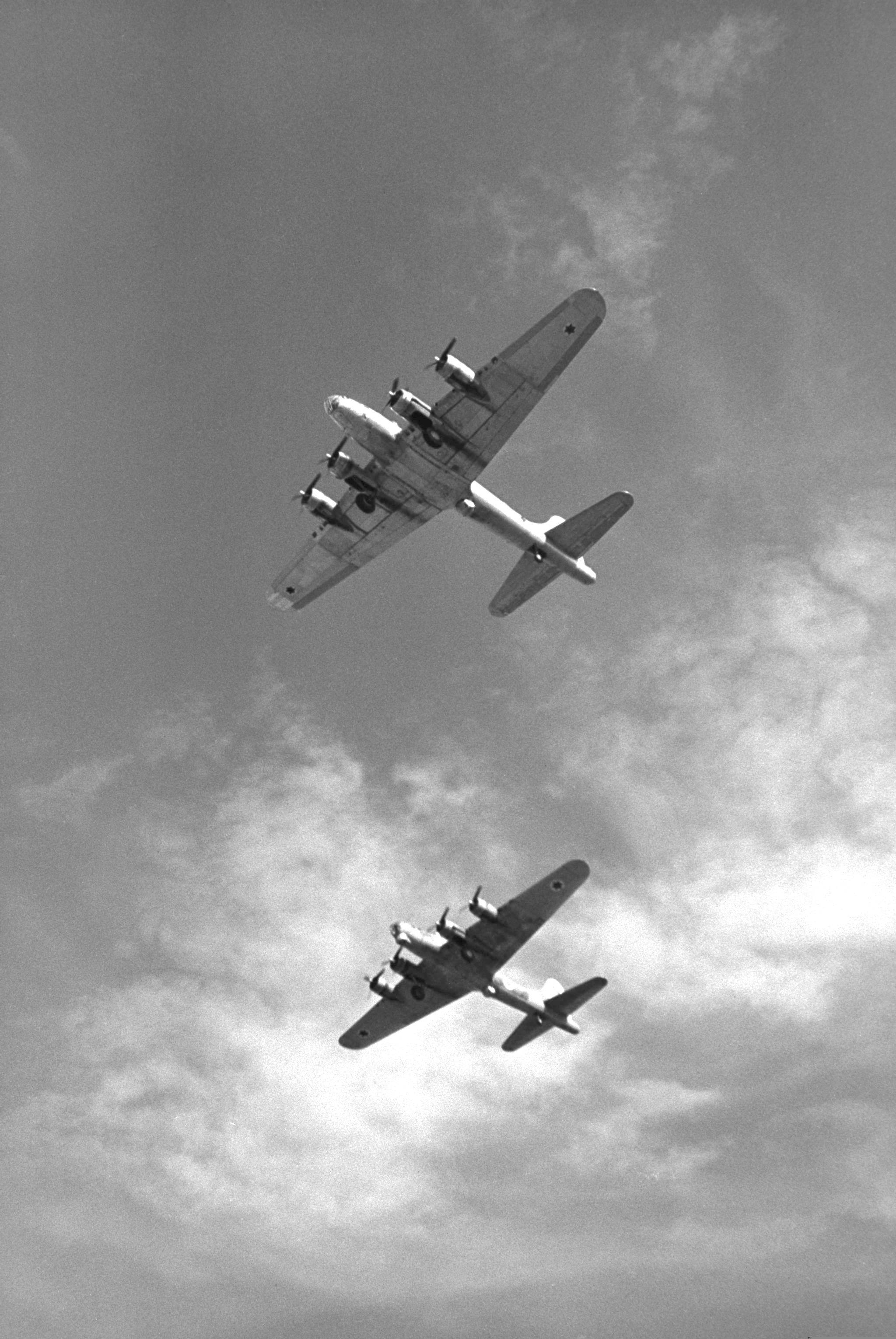
B-17G israéliens en vol.

De nombreux B-17 sont convertis en drones radiocommandés une fois la Seconde Guerre mondiale terminée, soit pour prendre des relevés lors d'essais atomiques, soit pour servir de cibles aux premiers missiles air-air en cours de développement. D'autres sont utilisés pour le transport de passagers (en Bolivie et en Suède), le sauvetage en mer (au Brésil et au Portugal), la lutte anti-incendie, etc.
Trois bombardiers B-17 acquis par l'État d'Israël participent à la guerre de 1948. Ces avions, au départ au nombre de quatre, avaient été achetés au prix de 15 000 dollars US l'unité (159 619 dollars actuels). Les avions avaient pris leur envol à Miami puis avaient traversé l'Atlantique jusqu'en Tchécoslovaquie. Un des avions avait cependant été saisi aux Açores par les autorités portugaises sur demande du gouvernement américain. Les trois autres avions effectuèrent de nombreuses missions durant tout le conflit. Les deux survivants servirent même lors de la crise du canal de Suez en 1956. Les Flying Fortress israéliens furent définitivement retirés du service en 1958.
L'Institut géographique national français s'équipe en 1947 d'une flotte de 14 B-17 rachetés au surplus pour assurer ses opérations de photographie aérienne. Certains restent en exploitation jusqu'au milieu des années 1980 malgré les difficultés de maintenance rencontrées et leur consommation élevée de carburant (1 000 litres d'essence aviation par heure).

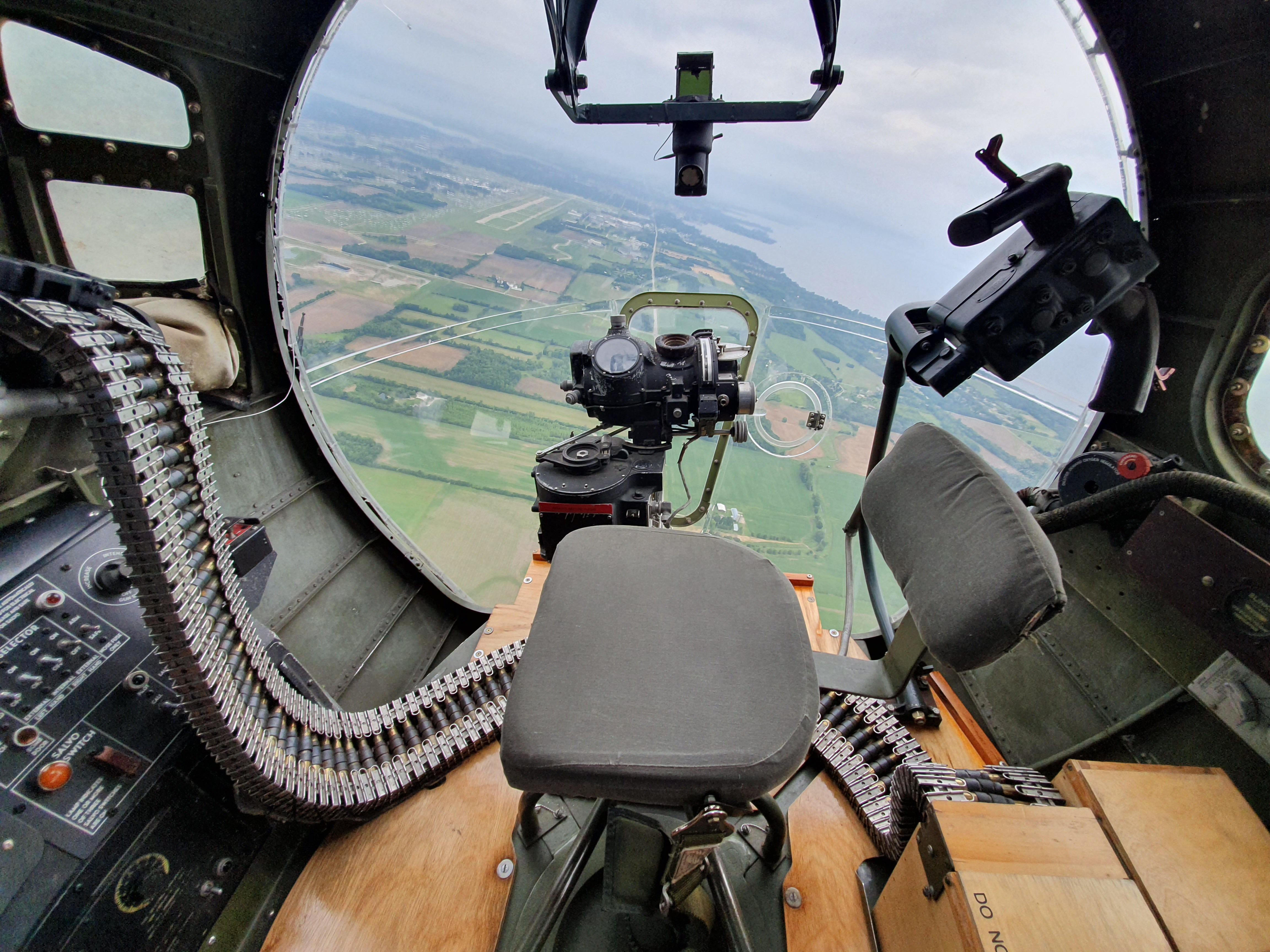
B17G de l'EAA : vue du poste du bombardier ; au centre, le viseur Norden.

Fin 2022, à la suite du crash en 2019 d'un B17 en démonstration dans le Connecticut, et de la collision avec un P-63 Kingcobra d'un autre appareil le 12 novembre 2022,, seuls huit B-17G volent encore régulièrement (dont le B-17G Sally B en Angleterre), deux autres demeurent en état de voler mais ne volent plus régulièrement (dont le B-17G The Pink Lady à l'aérodrome de La Ferté-Alais). Deux autres avions sont en restauration pour revoler d'ici dix ou vingt ans dont un rarissime B-17E baptisé Desert Rat. Un autre avion « hybride » est restauré à Urbana dans l'Ohio pour le Champaign Aviation Museum à partir de deux épaves de B-17G et devrait voler d'ici quelques années. Un B-17G-105-VE est exploité commercialement par l'EAA et propose régulièrement  de courts vols touristiques aux États-Unis et au Canada. Vingt-trois B-17 sont exposés dans des musées ou sur des bases aériennes et enfin une dizaine sont en stockage (dont un B-17G ex F-BGSO de l'IGN stocké au musée de l'Air et de l'Espace du Bourget). Au total, moins d'une cinquantaine d'avions ont survécu.

## Variantes

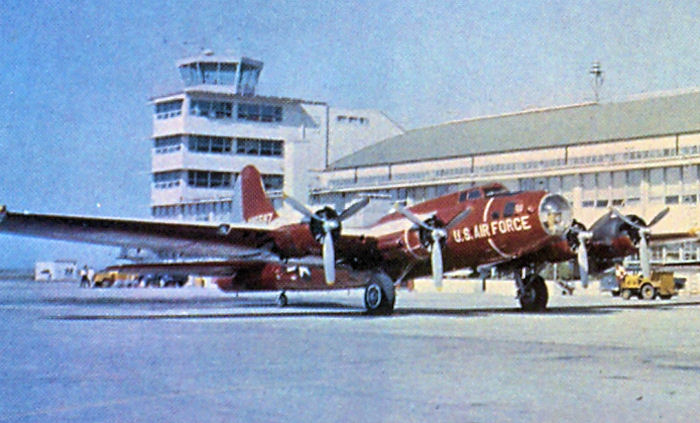
Un avion-cible QB-17 en 1959.

- Model 299 : prototype équipé de moteurs Pratt & Whitney Hornet de 750 ch (1 exemplaire).
- Y1B-17 : version de présérie, moteurs Wright R-1820-39 de 930 ch (13 exemplaires).
- Y1B-17A : amélioration du précédent avec moteur Cyclone turbocompressés (1 exemplaire).
- B-17B : première version de série avec moteurs Wright R-1850-51 Cyclone de 1 200 ch (39 exemplaires).
- B-17C : nouveaux moteurs Wright GR-1820-65 Cyclone, meilleur blindage (38 exemplaires).
- B-17D : amélioration du refroidissement des moteurs, une mitrailleuse de plus (42 avions neufs).
- B-17E : nouveau profil sur le dessus de l'appareil pour modifier la dérive, moteurs Wright GR-1820-97 Cyclone, armement défensif de queue renforcé (512 exemplaires).
- B-17F : moteurs Wright R-1820-97, nouveau montage des mitrailleuses dans le nez vitré sans montant, train d'atterrissage plus robuste (3 405 exemplaires).
- B-17G : ajout d'une tourelle Bendix sous le nez de l'avion et turbocompresseurs General Electric B-22 (8 680 exemplaires).
- B-17H : avions destinés au sauvetage en mer (modification de B-17G).
- YB-40 : conversion de 25 B-17F en 1943 avec ajout d'une tourelle double à l'emplacement du radio, d'une chin turret (tourelle de menton) et le remplacement par des mitrailleuses doubles sur les côtés (waits). Ils sont utilisés comme avions d'escorte et emportent le triple de munition soit 11 275 coups par rapport à un B-17F (3 900 coups).
- XB-38 : remotorisation d'un B-17E (s/n 41-2401) avec des Allison V-1710 et nouvelle désignation.

Un certain nombre d'avions ont connu des utilisations nécessitant une requalification.
Les CB-17 (quelle que soit la sous-version) étaient dévolus au transport.
Les VB-17 étaient les avions d'état-major « VIP ». L'avion utilisé par le Général Doolittle à son arrivée à Okinawa était surnommé « Boops ».
Après guerre, le B-17 a aussi été transformé en DB-17, avion « pilote » de drones.
La version QB-17 était le drone lui-même.
L'avion a connu de très nombreuses utilisations après guerre qui n'ont pas engendré de changement d’appellation, des exemplaires utilisés par l'Institut géographique national à ceux utilisés comme bombardiers d'eau.

## Les B-17 les plus connus

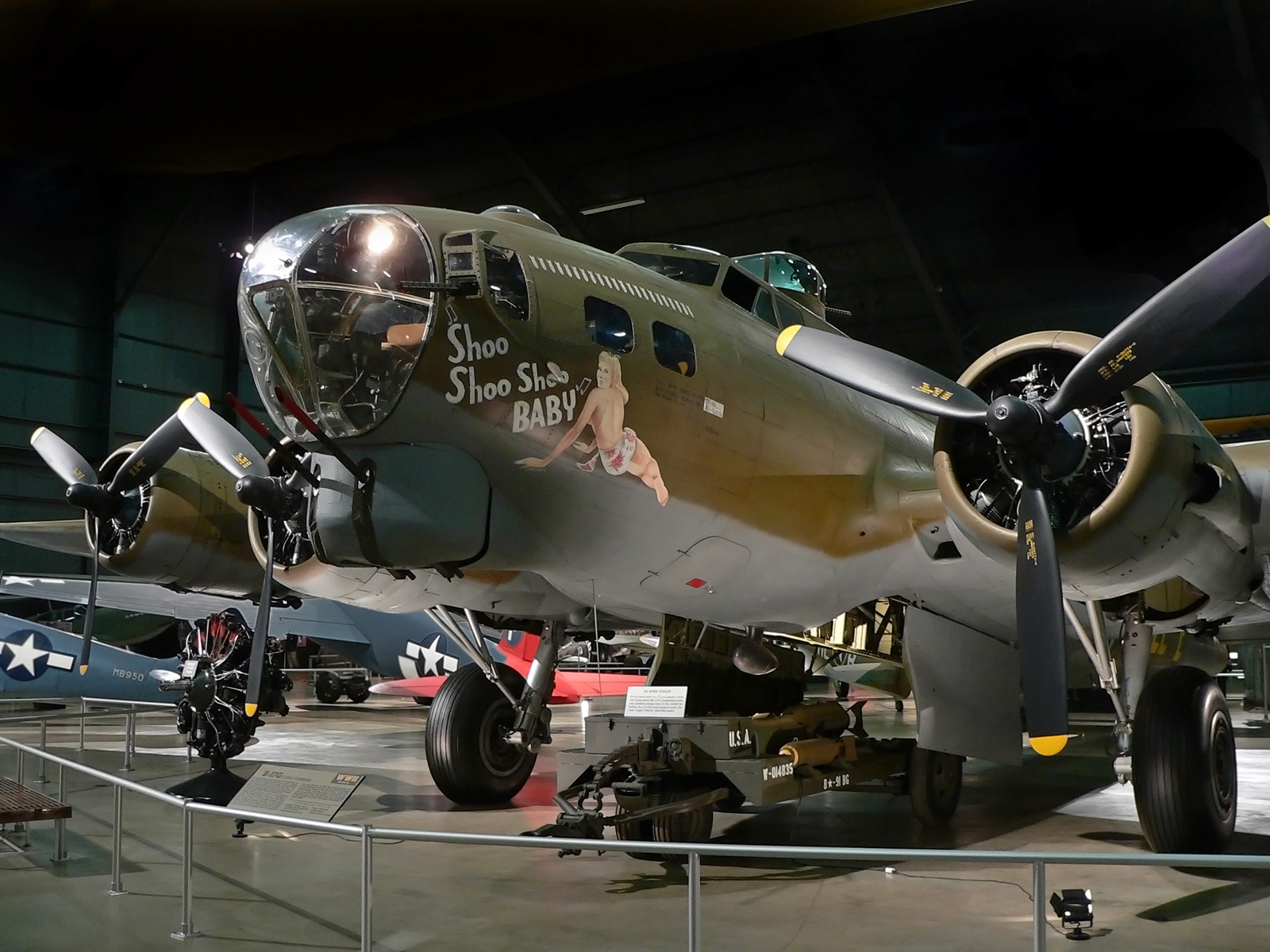
Le B-17 Shoo Shoo Shoo Baby.

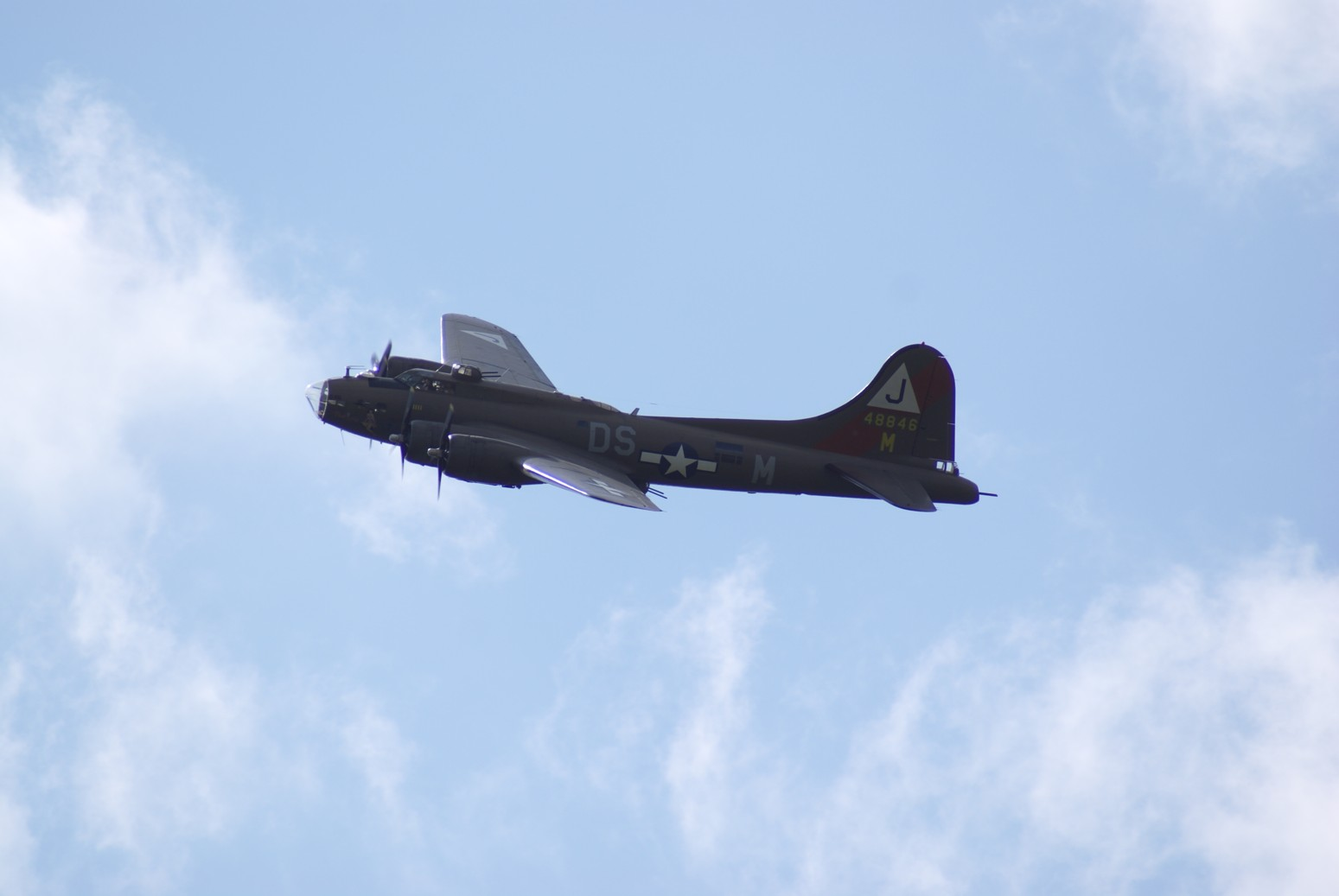
The Pink Lady, toujours en vol en 2009.

- Memphis Belle (B-17F-10-BO) dont de nombreux films (un premier film documentaire de 1944 et une production hollywoodienne de 1990) relatent l'exploit de réussir vingt-cinq missions (voir Memphis Belle et Nose art). Vingt-cinq missions réussies signifient pour l'équipage un billet de retour pour les États-Unis. Le capitaine Robert Morgan et son équipage sont les premiers à y parvenir en 1943. Leur 26e mission consiste à ramener le Memphis Belle aux États-Unis. Cet appareil est aujourd'hui conservé à Memphis.
- Shoo Shoo Shoo Baby dont le nom vient d'une fameuse chanson de Glenn Miller.
- Yankee Doodle, (B-17E, S/N 41-2463), vétéran de la bataille de Midway, détruit au décollage à Guadalcanal le 2 août 1943.
- General Ike (B-17G-40-BO 42/97061), abattu le 8 mai 1944 au-dessus de Berlin, un an avant la capitulation allemande.
- The Pink Lady (B-17G), en cours de rénovation au musée volant Salis.
- Swamp Ghost (en).
- Liberty Belle, appareil reprenant cette dénomination portée par deux douzaines de B-17 et B-24 durant la Seconde Guerre mondiale et construit à partir de deux B-17 endommagés. Appartenant à The Liberty Foundation, il a entièrement été détruit par le feu, le 13 juin 2011, à la suite d'un atterrissage d’urgence sans dommages humains dans un champ à Oswego (Illinois). Une reconstruction à partir de l'épave, et en utilisant encore des éléments d'un autre B-17, est en cours.
- Miss Charlotte (B-17F-105-BO,S/N 42-30500), détruit par collision avec une montagne le 10 septembre 1944[19].
- Nine o Nine, de la Fondation Collings, détruit par le feu le 2 octobre 2019 sur l’aéroport de Bradley, dans le Connecticut. Deux minutes après son décollage, le pilote demande à revenir se poser immédiatement, ayant un gros problème avec le moteur n° 4. Lors de l'atterrissage, l'avion se présente trop bas, arrache les rampes lumineuses d'approche, puis dévie et finit par heurter le bâtiment des matériels de dégivrage, et prend feu. L'incendie est rapidement éteint par les pompiers de l'aéroport, mais l'avion est presque entièrement détruit. Sur les treize occupants, sept sont morts (dont les deux pilotes), et six sont gravement blessés. Un membre du personnel du dégivrage, et un pompier de l'équipe qui intervenait ont été brûlés aux mains et aux bras en tentant d'accéder à l'intérieur de l'avion pour aider à l'évacuation[20]. L'enquête du NTSB met en cause un défaut de maintenance et une erreur de pilotage[21].
- Sentimental Journey.
- Texas Raiders, détruit le 12 novembre 2022, percuté en vol par un Bell P-63 Kingcobra lors du meeting « Wings Over Dallas »  au Dallas Executive Airport de Dallas. Les cinq occupants du Boeing et le pilote du monoplace sont tous décédés[22].
- Chow Hound, (no 42-31367 du 322e Bomb Squadron). Abattu lors d'une mission en Normandie par la Flak allemande et crashé dans un champ à Lonlay-l'Abbaye le 8 août 1944. Aucun des neuf membres d'équipage ne survécut. Les restes de trois disparus furent retrouvés lors d'une fouille en 2004 et inhumés au cimetière d'Arlington en 2006. En 2011, une délégation de soldats américains rapatrie une aile de l'avion aux États-Unis.
- All American, à l'origine d'une des plus fameuses photos d'un B-17 sérieusement endommagé lors d'une mission mais qui ramena tout son équipage sain et sauf à la base.
- Old 666 (en) lors d’une mission de reconnaissance photographique au-dessus de l’île de Bougainville pour préparer la Campagne de Bougainville, ce B-17 résiste à l'assaut de plusieurs Mitsubishi A6M et parvient à rentrer malgré de graves dommages, un mort et cinq blessés. La Medal of Honor est décernée au pilote Jay Zeamer et l’opérateur de bombardement Joseph Sarnoski (à titre posthume), le reste de l’équipage reçoit la Distinguished Service Cross[23].
- Bir-Hakeim (B-17F-90-BO) : d'abord surnommé Charlène dans l'armée américaine, il est offert en 1944 par le général Eisenhower au général français Pierre Kœnig qui le baptise en l'honneur de la bataille de Bir Hakeim et en fait son avion de transport personnel, piloté par Francis Melville-Lynch. En mission diplomatique, il réalise le tour du monde entre septembre et octobre 1945 via l'Inde, l'océan Pacifique et les États-Unis. Il est retiré du service en 1955 à la suite d'un accident en Allemagne[24].
- Her did, un B17 coulé à quelques dizaines de mètres de la citadelle de Calvi, en Corse, qui est un site de plongée extrêmement connu (28 M de fond, accessible sans bateau aux plongeurs de Niveau 2 CMAS). De retour d'une mission sur l'Italie en février 1944, l'appareil est abondamment criblé par la chasse allemande. Son pilote, réussit cependant un amerrissage presque parfait qui permettra de sauver les survivants[25]. Les restes humains présents à bord ont été remontés dans les années 1960 par un scaphandrier local[26].
- Denny Boy, un B17 type G, serial 42-107153, parti de Thurleigh (Bedfordshire), se pose en catastrophe le 16 juillet 1944 à Féternes, au sud d'Evian, en Haute-Savoie, lors de son retour d'une mission de bombardement sur Munich (Usine BMW et aérodrome), alors qu'il a été touché par la Flak allemande. L'équipage de 9 personnes, composé du Lt Fred Jones (pilote), du Lt Clifford Hammersley (copilote), du Lt Charles Weaver (navigateur), du Lt Robert Stalwalker (bombardier), du Sgt John Griffiths (mecanicien), du Sgt Robert Price (opérateur radio), du Sgt Woodie Rose (mitrailleur), du Sgt Milton Katz (mitrailleur) et du Sgt Arthur Flores (mitrailleur), est sain et sauf. Avec l'aide de la Résistance, il réussit à rejoindre la Suisse voisine. Une stèle commémorative a été inaugurée sur le lieu de l'accident le 18 juillet 2003, en présence notamment de Chuck Yeager[27].
- Le B17 type G, serial 43-39338, en mission de transport, s'écrase le 1er novembre 1946 sur l’arête sud de  l'Aiguille des Glaciers dans le massif du Mont Blanc, coté italien, à 3750 m d'altitude. L'équipage était composé de 8 militaires américains agés de 21 à 48 ans (Colonel Hudson. H. UPHAM, pilote, Colonel Ford F.FAIR, Major Laurence L.COBB, Lieutenant Alfred D.RAMIREZ, M/SGt John E.GILBERT, S/Sgt William A. HILTON, T/Sgt Zoltan J. DABOVICH, T/Sgt William S. CASSELL). Des recherches entreprises pendant 18 jours ne permettent pas de retrouver l'épave. Elle sera finalement repérée par des éclaireurs skieurs du 99e Bataillon d'Infanterie Alpine en juillet 1947. L'avion était parti à 0h54 de Naples, à destination de Bovington (Angleterre), et son plan de route était de survoler Bastia-Poretta en Corse, Istres, Lyon et Paris. Les mauvaises conditions météo semblent être à l'origine de l'accident[28],[29].

## Dans la culture populaire
- Inspiré de faits réels, le film Air Force (1943) de Howard Hawks raconte l'histoire d'un B-17 pendant l'attaque de Pearl Harbor.
- Un B-17 est présent dans Un homme de fer (1949) de Henry King.
- Le film Memphis Belle (1990) revient sur les aventures de l'équipe du B-17 du même nom en 1943.
- Un B-17 est présent dans le film fantastique et horrifique Shadow in the Cloud (2020).

- L'appareil est au cœur des jeux vidéo B-17 Flying Fortress (1992) et B-17 Flying Fortress: The Mighty 8th (2000).

- B-17 G est un essai de Pierre Bergounioux, paru en 2001, prenant comme point de départ un photogramme de destruction d'un bombardier de ce type par un chasseur de la Luftwaffe.
- La série Les Maîtres de l'air (Apple TV+) relate sur neuf épisodes la vie des équipages de B17 durant la Seconde Guerre mondiale. Elle met en scène des combats aériens avec des chasseurs allemands, les arrivées sur site de bombardement avec la DCA allemande, etc.

### Autres lectures
- (en) Steve Birdsall et Don Greer, B-17 Flying Fortress in color, Carrollton, Texas, Squadron/Signal Publications, août 1986 (ISBN 978-0-89747-180-0, OCLC 918506515).
- (en) Larry Davis (ill. Don Greer), B-17 in action, Carrollton, Tex, Squadron/Signal Publications, coll. « Aircraft » (no 63), 1984, 57 p. (ISBN 978-0-89747-152-7, OCLC 10753530).
- (en) Frederick A. Johnsen, Boeing B-17 Flying Fortress, North Branch, MN, Specialty Press Publishers, coll. « Warbird tech series » (no 7), 2001, 104 p. (ISBN 978-1-58007-052-2, OCLC 47747130).
- (en) Alwyn T. Lloyd, B-17, flying fortress, Blue Ridge Summit, PA, Aero, coll. « Detail & Scale series » (no 20), 1986, 72 p. (ISBN 978-0-8168-5029-7, OCLC 57399656).
- (en) Alwyn Lloyd, B-17, flying fortress, in detail & scale, Fallbrook, CA Londres, Aero Publishers Arms and Armour Press, 1981 (ISBN 978-0-8168-5012-9).
- (en) Michael Leary, Boeing B-17 Flying Fortress, Londres, Osprey Aviation, 1998 (ISBN 978-1-85532-814-3).
- (en) Scott A. Thompson, Final cut : the post-war, B-17 flying fortress : the survivors, Missoula, Montana, Pictorial Histories Pub. Co, 2000, 216 p. (ISBN 978-1-57510-077-7, OCLC 46440570).
- (en) H.P. Willmott, B-17 Flying Fortress, Londres, Arms and Armour Press, 1980, 64 p. (ISBN 978-0-89009-318-4 et 978-0-853-68444-2, OCLC 7073684).
- Eric Richard Gaillet, Deux shillings : correspondance inédite (B-17 Flying Fortress propwash fatal accident), Charleston, CreateSpace, 2016, 230 p. (ISBN 978-1-5308-6344-0).
- Roger A. Freeman, B-17 en action, EPA, 198 p. ; traduit de l'anglais ; dépôt légal 3T 1980.

### Littérature
- B-17 G de Pierre Bergounioux, 2001 (voir section « culture populaire »)